# Jungfernstieg (metropolitana di Amburgo)
La stazione di Jungfernstieg è una stazione della metropolitana nel centro della città di Amburgo, Germania. La stazione è completamente sotterranea, situata sotto il centro di Amburgo. La stazione è anche servita dalla S-Bahn di Amburgo.

## Storia
Il 25 marzo 1931 è stata aperta la linea della metropolitana Kellinghusenstr-Jungfernstieg - ora parte del U1. Nel 1958, le piattaforme della metropolitana tra la Jungfernstieg e il Rathaus (della linea U3) sono state collegate. Nel 1973, è stato completato il diametro della linea U2 tra il Gänsemarkt e la Hauptbahnhof Nord, mentre il 1º giugno 1975 la S-Bahn di Amburgo ha aperto la prima sezione della cosiddetta City-S-Bahn tra la Hauptbahnhof (stazione Centrale) e i St. Pauli-Landungsbrücken.

## Disposizione
La stazione della metropolitana è disposta su tre differenti livelli nei quali sono presenti due piattaforme ad isola, una delle quali a servizio della S-Bahn e l'altra, assieme a due piattaforme laterali, per i treni delle linee U1 e U2 della U-Bahn.

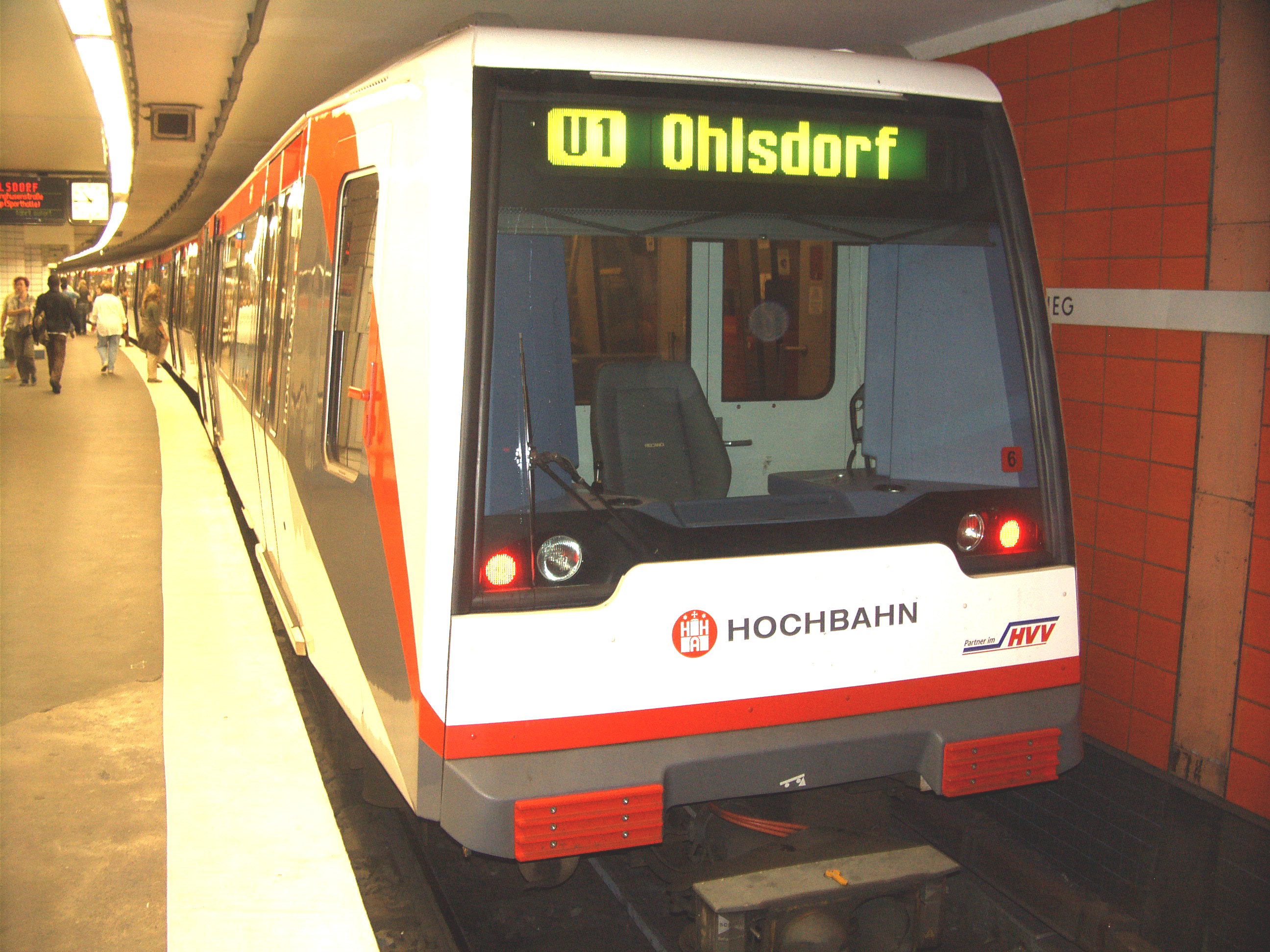
Banchina della U1
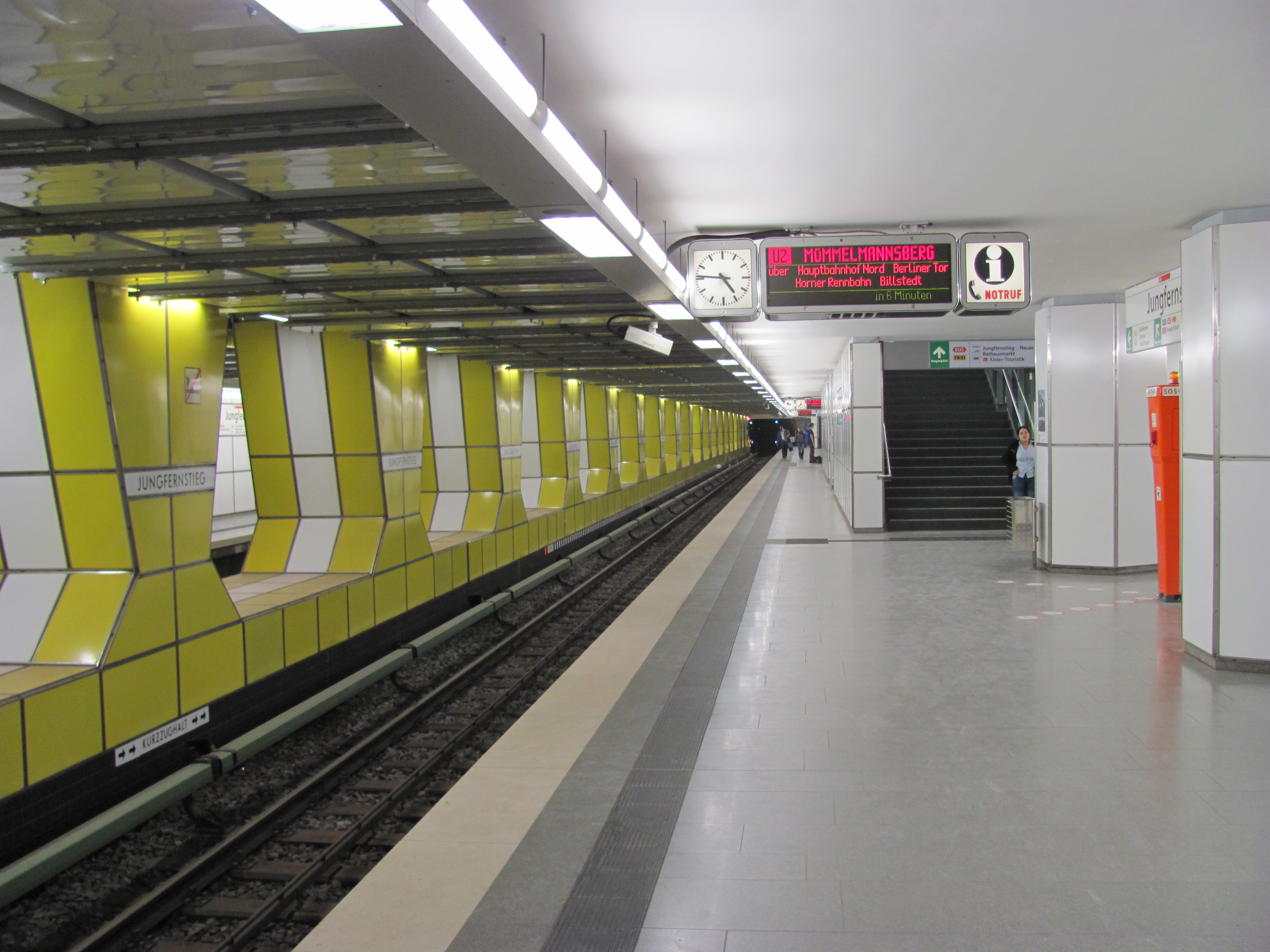
Banchina della U2
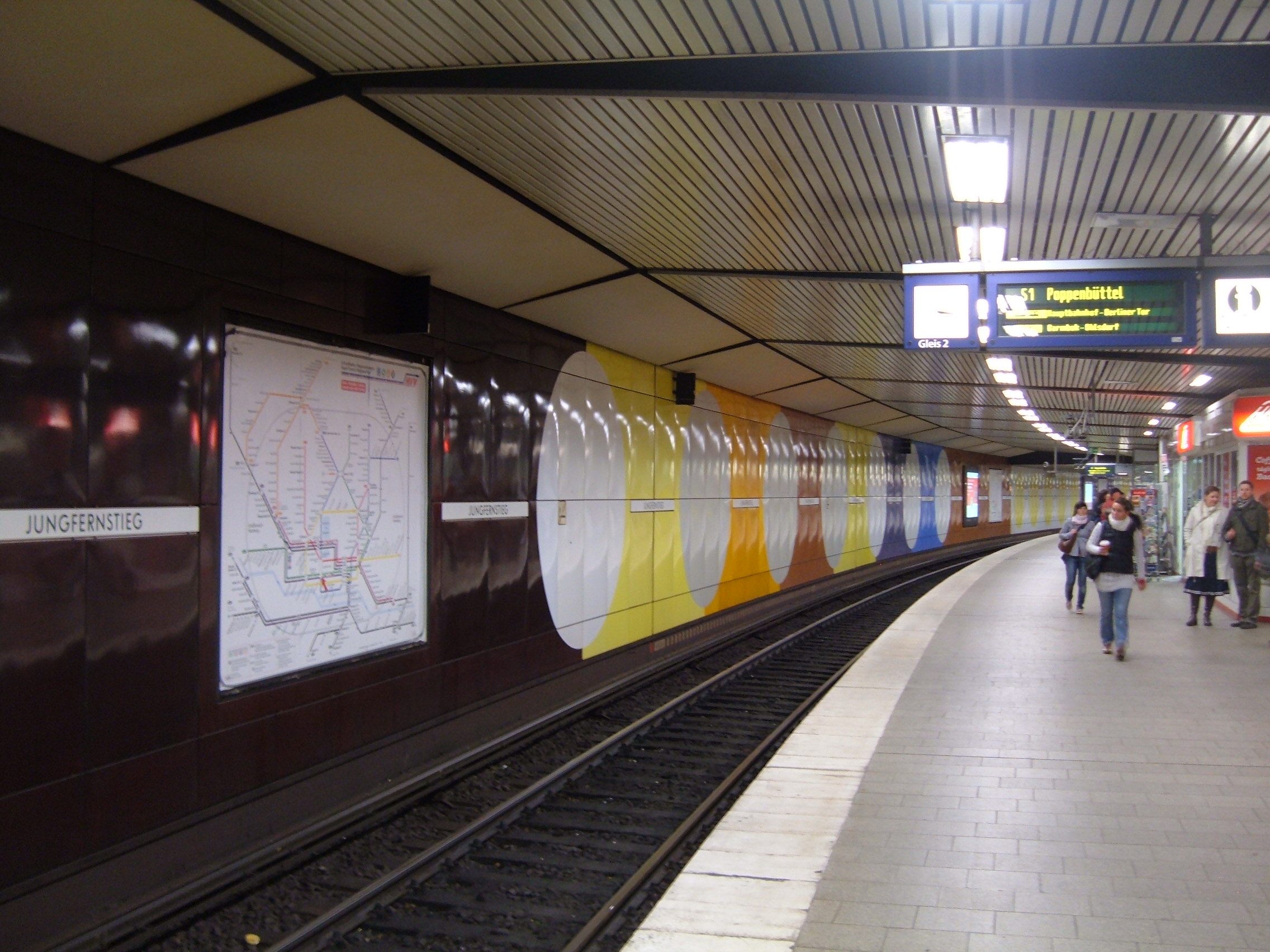
Banchina della S-Bahn

## Servizi
La stazione dispone di:
- biglietteria
- servizi igienici
- negozi
- CCTV, una camera in operazione 24 ore
- SOS, l'informazione del telefono

La stazione non è accessibile per le persone con le sedie a rotelle.

### Treni
Le linee S1, S2 e S3 della S-Bahn di Amburgo e le linee U1 e U2 della metropolitana di Amburgo servono la stazione Jungfernstieg.
Parte da qui la nuova linea della U4 collegata al quartiere di HafenCity. La fermata è la stessa della U2.

### Autobus
Molti autobus fermano alla stazione nelle vie.